# 佳堅證券
佳堅證券有限公司，簡稱佳堅證券（英語：Goodcape Securities Limited），是在2004年由多名投資者（董事為鄭少銘、周美好、鄧連新，以及黃鉅榮），於香港（總部）成立。
該公司主要經營證券融資，投資等行業。
2015年1月，香港證券及期貨事務監察委員會，向佳堅證券發出限制通知書，禁止該公司進行其根據《證券及期貨條例》獲發牌進行的所有受規管活動。
2015年1月7日，佳堅約有60名活躍客戶，公司獲發牌牌照，但由於發生客戶（包括受害人彭先生、盧太等人）投訴未能取回存放在該證券行的現金、股票和定期存款，涉及款項逾3500萬港元。到了1月8日，商業罪案調查科接到收到市民報案後，它們先後拘捕2男3女，又將其中2名被捕女子帶返佳堅證券的辦事處調查，並檢走大批文件，他們涉嫌串謀行騙及行使虛假文書。此外，一名已故客戶的家人向警方透露，在申領遺產時無法收回顯示在月結單上的資產，因而揭發該客戶在該行進行的證券買賣並不存在，於是報警。
2016年2月3日，被利星行信貸有限公司向香港高等法院，追討該公司貸款抵押的屯門美恒大廈單位1樓B12室。